# Dorfkirche Körbitz

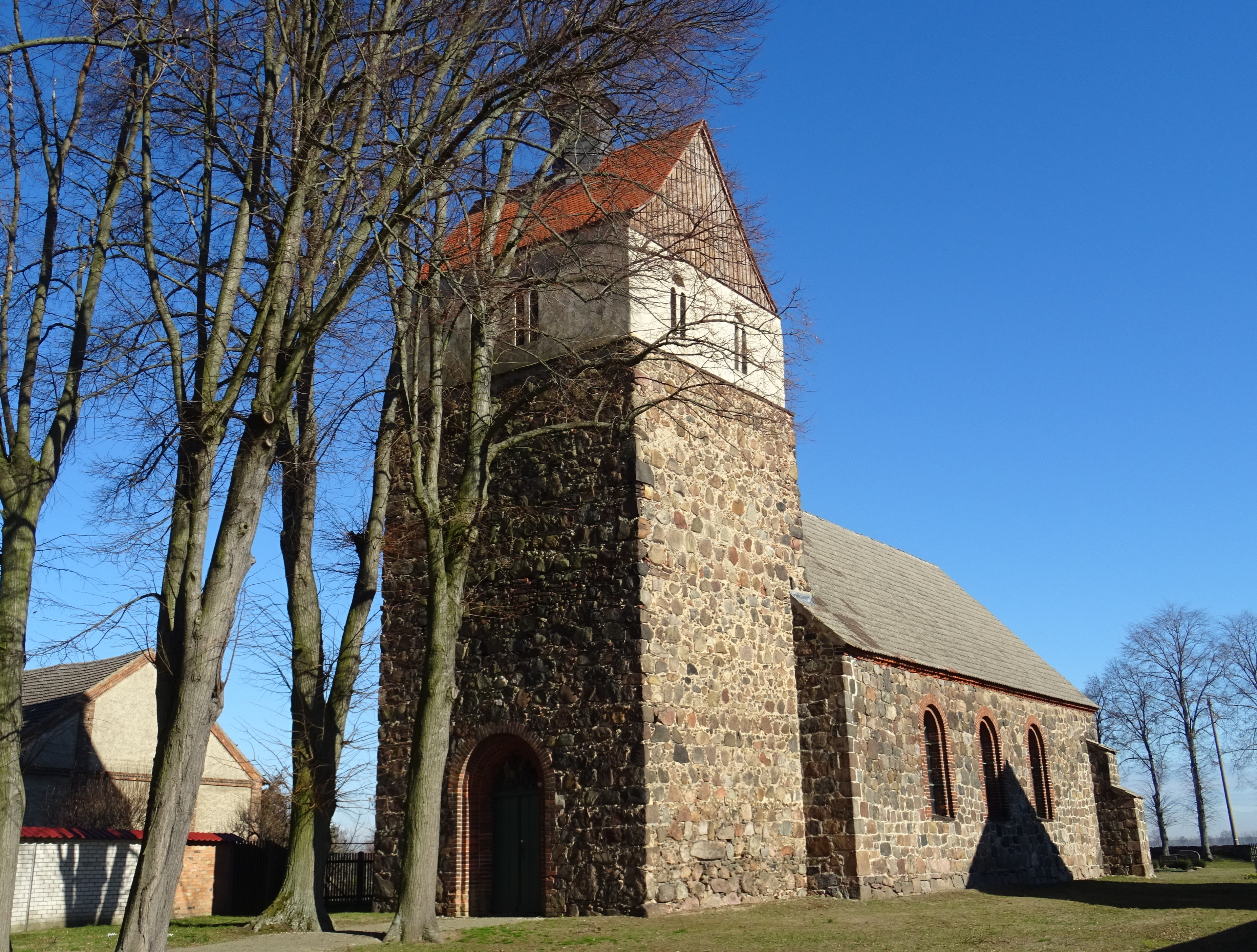
Dorfkirche Körbitz

Die evangelische Dorfkirche Körbitz ist eine spätromanische Feldsteinkirche in Körbitz, einem Ortsteil der Gemeinde Niederer Fläming im Landkreis Teltow-Fläming im Land Brandenburg. Die Kirchengemeinde gehört zum Kirchenkreis Zossen-Fläming der Evangelischen Kirche Berlin-Brandenburg-schlesische Oberlausitz.

## Lage
Das Straßendorf wird durch die Kreisstraße 7209 erschlossen, die nördlich des historischen Siedlungskerns in West-Ost-Richtung vorbeiführt. Von ihr zweigt nach Süden die Dorfstraße ab und führt unter anderem zu einem östlich der Straße gelegenen Grundstück, das mit einer Mauer aus unbehauenen Feldsteinen eingefriedet ist.

## Geschichte
Körbitz, 1186 erstmals urkundlich erwähnt, war zu dieser Zeit im Besitz des Klosters Nienburg und kam 1225 zum Kloster Zinna. Unter der Anleitung der Zisterzienser entstand in der ersten Hälfte des 13. Jahrhunderts ein Feldsteinsaal mit einer Apsis. Er wurde erst zur Spätgotik um einen Kirchturm ergänzt. Das Glockengeschoss entstand im 16./17. Jahrhundert. Die Gemeinde Niederer Fläming vermutet, dass die Umbauten im Jahr 1664 unter Verwendung von bereits vorhandenem Material erfolgten. In den folgenden Jahrzehnten unterblieben offenbar notwendige Instandsetzungsarbeiten, denn die Gemeinde berichtet von erheblichen Arbeiten, die in den Jahren 1858 und 1859 an der schadhaften Kirche erforderlich waren. Dabei wurde ein Eingang an der Südseite zugesetzt und ein Portal am Kirchturm herausgebrochen; die Fenster „barock“ vergrößert. 1879 erwarb die Kirchengemeinde eine Orgel. Ende der 1920er Jahre erwarb sie eine neue(?) Glocke, die am 23. Dezember 1928 geweiht wurde. 1972 war die hölzerne Decke mittlerweile ebenfalls schadhaft und wurde durch Harte Faserplatten ersetzt. Anschließend erfolgte eine neue Ausmalung von Altar und Innenraum, die sich bis in das Jahr 1975 zogen. 1979 ersetzte die Kirchengemeinde das vorhandene Gestühl durch neue Bänke, das Kirchenschiff erhielt eine neue Eindeckung und unterhalb der Empore entstand eine Winterkirche. Die Sanierungsarbeiten konnten mit der Reparatur des Kirchturms im Jahr 1998 vorläufig abgeschlossen werden.

## Baubeschreibung

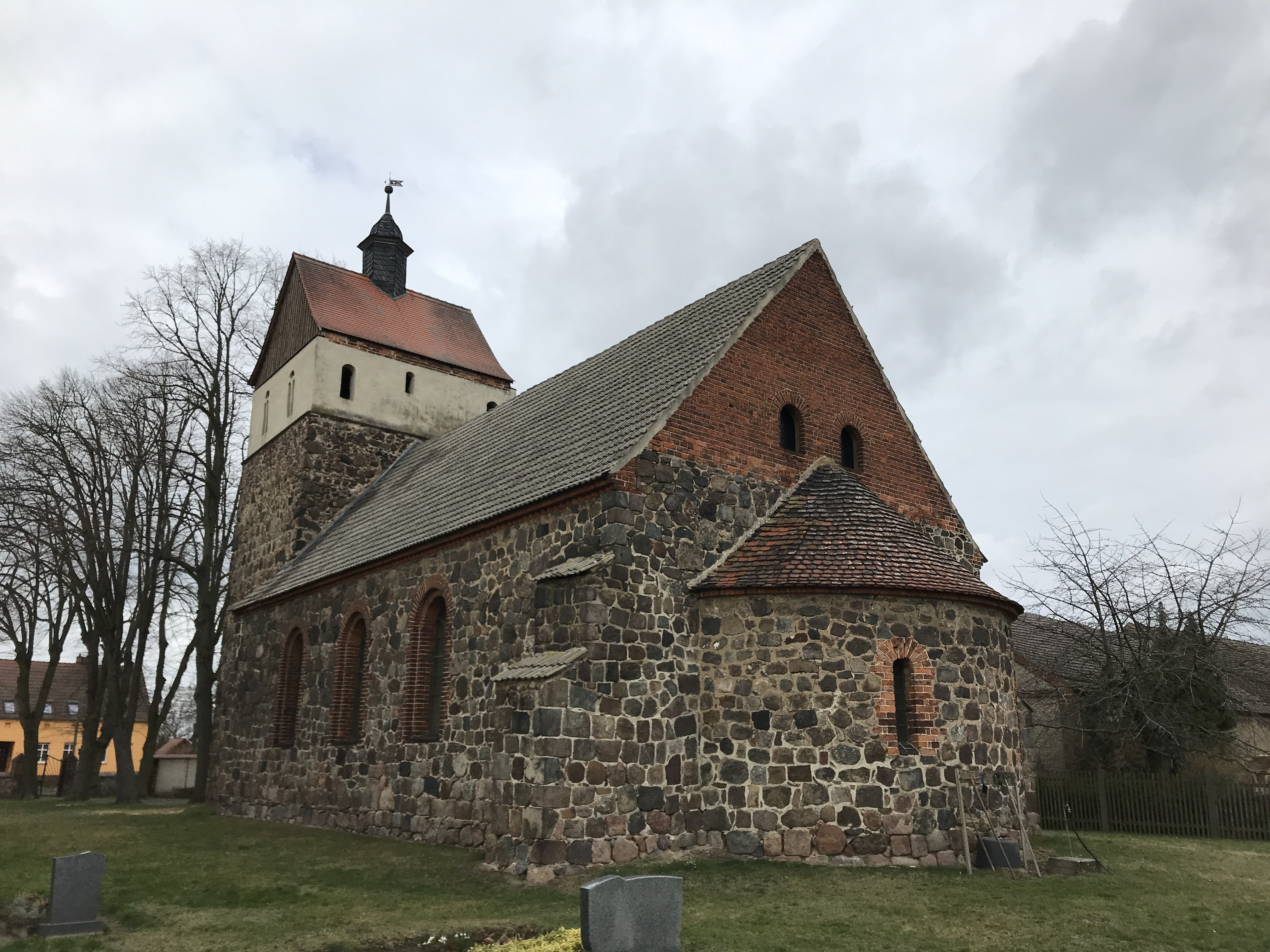
Südostansicht

Die Mönche verwendeten im Wesentlichen Feldstein, der zwar behauen, aber vergleichsweise ungleichmäßig geschichtet wurde. Die halbrunde Apsis ist eingezogen und verfügt über zwei schmale Rundbogenfenster, deren Laibung aus rötlichem Mauerstein gefasst wurden.
Das Schiff hat einen rechteckigen Grundriss. Die Ostwand ist fensterlos, im aus Ziegeln errichteten Giebel sind zwei kleine, rundbogenförmige Fenster. Am Übergang zur Apsis wird die Langwand durch je einen zweifach gestuften Strebepfeiler stabilisiert. An der Nord- und Südseite sind je drei große und profilierte Rundbogenfenster mit Laibungen aus Mauerstein. Am Übergang zum Dach ist ein aus Mauerstein gearbeiteter Fries.
Der querrechteckige Kirchturm ist leicht eingezogen. Er wurde im unteren Bereich ebenfalls aus Feldsteinen errichtet und besitzt an seiner Westseite an der ansonsten fensterlosen Fassade ein großes, vierfach getrepptes Portal, das ebenfalls aus Mauersteinen errichtet wurde. Oberhalb am Turm ist ein Aufsatz aus verputzten Ziegeln mit je zwei gekuppelten Klangarkaden an der Nord-, Süd- und Westseite. Darüber erhebt sich ein quergestelltes und an seine Giebeln verbrettertes Satteldach, das mit einem kleinen, achteckigen Dachreiter gekrönt wird.

## Ausstattung

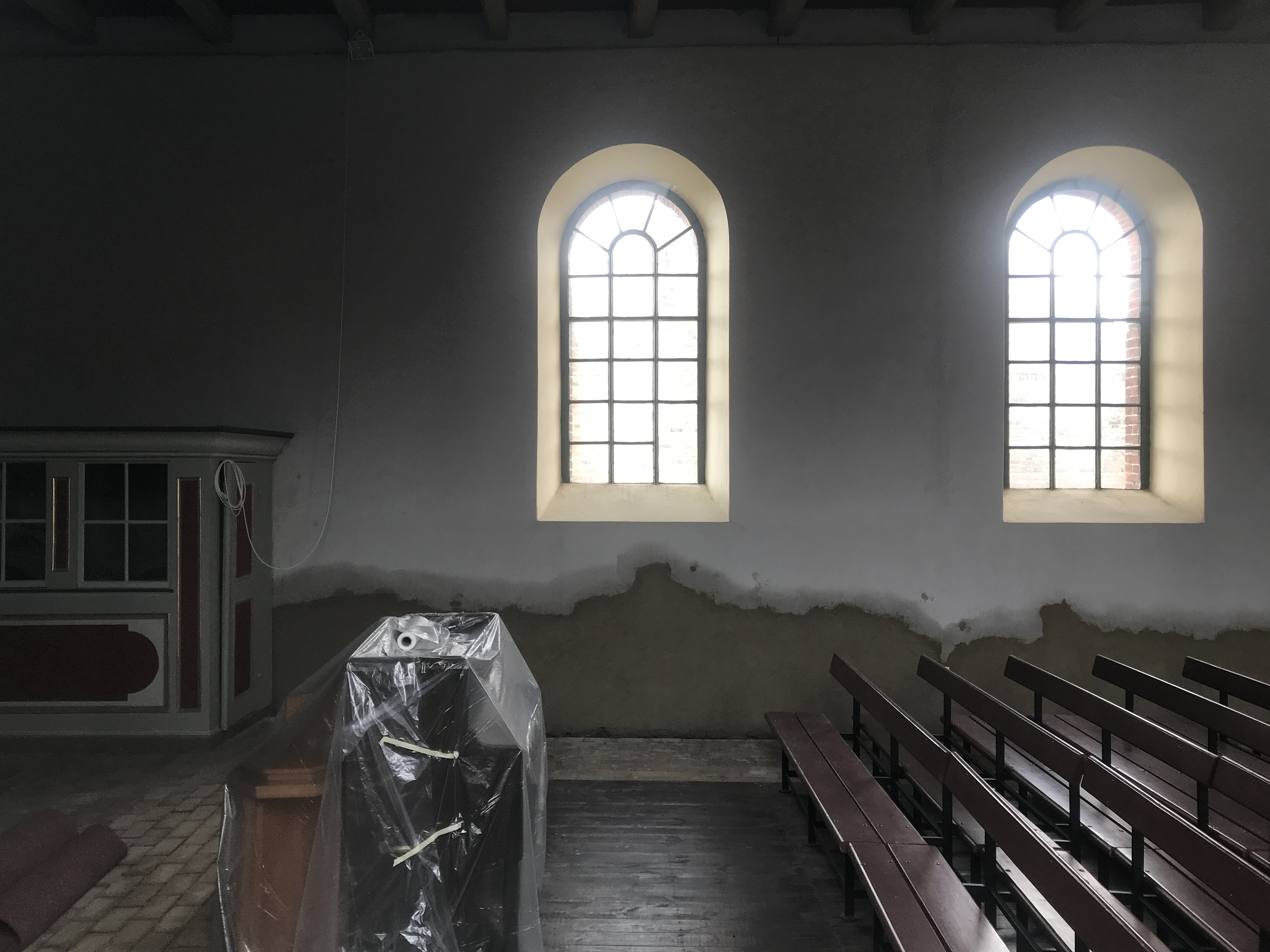
Blick ins Kirchenschiff

Der hölzerne Kanzelaltar entstand in den Jahren 1715 bis 1722. Zwischen zwei Säulen, die mit Putten verziert sind, befindet sich der Kanzelkorb. Darüber ist im gesprengten Giebel das Monogramm sowie das Wappen des Herzogs von Sachsen-Weißenfels. Zwei beidseitige Durchgänge dienen dem Abendmahlsumgang und sind mit einem Kruzifix sowie einer Schlange als Symbol des Bösen gekrönt.
Zur Kirchenausstattung gehörten zwei Schnitzfiguren aus dem zweiten Viertel des 15. Jahrhunderts, die bei einem Diebstahl entwendet wurden. Auf der Hufeisenempore stand eine Orgel, die bereits 20. Jahrhundert nicht mehr spielbar war und ausgebaut wurde.
Das Bauwerk ist im Innern flach gedeckt.
Westlich vor der Einfriedung erinnert ein Denkmal an die Gefallenen aus den beiden Weltkriegen.